# Tchajšanská jaderná elektrárna
Tchajšanská jaderná elektrárna (čínsky v českém přepisu Tchaj-šan che-tien-čan, pchin-jinem Táishān Hédiànzhàn, znaky zjednodušené 台山核电站) je provozní jadernou elektrárnou na jihu Číny. Nachází se na pobřeží Jihočínského moře v okrese Tchaj-šan městské prefektury Ťiang-men ležící v provincii Kuang-tung. Jedná se o první jadernou elektrárnu v Asii a na světě, kde byly uvedeny do provozu francouzské jaderné tlakovodní reaktory EPR, zde v provedení EPR-1750. Elektrárnu provozuje společnost Guangdong Taishan Nuclear Power Joint Venture Company Limited. Hrubý výkon elektrárny činí 3500 MW.

## Historie a technické informace

### Počátky
Lokalita Tchajšan byla zvolena již v roce 1992 jako potenciální lokalita pro vybudování jaderné elektrárny, pokud by selhala současně plánovaná lokalita Jang-ťiang. V roce 2004 Čína vypsala výběrová řízení pro výstavbu jaderných elektráren III. generace v lokalitách Jang-ťiang a Sanmen. Do výběrového řízení se přihlásili 4 zájemci; Areva (EPR), Westinghouse (AP1000), Atomstrojexport (VVER-1000/392 nebo VVER-1500/448) a KHNP (APR-1400). V prosinci 2006 získala společnost Westinghouse kontrakt na stavbu dvou AP1000 v lokalitě Jang-ťiang a dvou reaktorů v Sanmenu. NRC Spojených států však požádala, aby bylo umístění elektrárny přesunuto do Chaj-jangu, což bylo později schváleno. V důsledku toho byla Arevě přislíbena výstavba dvou reaktorů v Jang-ťiangu. Smlouva měla být podepsána v červenci 2007. Vzhledem k tomu, že výstavba elektrárny v Tchajšanu byla plánována na jedenáctou pětiletku (2006 až 2010), ale nebyl stanoven žádný harmonogram, byla kvůli energetické náročnosti v Jang-ťiangu upřednostněna výstavba šesti čínských tlakovodních reaktorů a projekt byl v srpnu 2007 znovu přesunut, tentokrát do Tchajšanu. Tchajšan byla alternativní lokalita Jang-ťiangu, pokud by selhal, ale místo alternativního umístění byla lokalita využita pro výstavbu nové další elektrárny.

### Blok 1 a 2
Dne 25. listopadu 2007 byla podepsána stavební smlouva se společností Areva na výstavbu prvních dvou bloků. Zakázka v hodnotě 8 miliard eur byla dosud největším exportním úspěchem francouzského jaderného průmyslu. V květnu 2008 byla pro jadernou elektrárnu poskytnuta půjčka ve výši 100 miliard juanů. V srpnu 2008 byla jako dodavatel pro dodávku turbín vybrána společnost Alstom. Společnost China Guangdong Nuclear Power Company objednala dvě turbíny Arabelle s pomalým chodem 1500 otáček za minutu a výkonem 1750 MW, v té době nejvýkonnější turbosoustrojí na světě. Turbíny měly být vyrobeny společně se společností Dongfang za celkem 300 milionů eur, z toho 100 milionů eur by poskytla společnost Dongfang. Již v dubnu 2008 byl projektem turbínového ostrova pověřen Alstom, jehož smlouva byla podepsána v červenci 2008. Dodávkou jaderného ostrova byla pověřena Areva.
Výkopové práce začaly 26. srpna 2008. První beton pro první blok byl nalit v říjnu 2009 a pro druhý blok v dubnu 2010. Výstavba každého bloku byla plánována na 46 měsíců, což bylo výrazně rychlejší a levnější než první dva EPR ve Finsku a Francii. Tyto plány se později ukázaly jako nereálné, protože spuštění bylo opakovaně zdržováno. V dubnu 2015 Čína pozastavila vkládání jaderného paliva do jaderných reaktorů, plnění pokračovalo až když byly vyřešeny všechny bezpečnostní problémy reaktoru typu EPR, které vyvstaly po zprávách o neobvyklých jevech na horní i dolní části tlakové nádoby reaktoru Flamanville 3. Termíny spuštění energetických jednotek byly posunuty na rok 2017. V únoru 2017, po 88 měsících výstavby bylo oznámeno, že dokončení reaktorů bude odloženo do druhé poloviny roku 2017 a první poloviny roku 2018. V lednu 2018 bylo uvedení do provozu opět posunuto, přičemž komerční provoz se očekává na přelomu let 2018 a 2019. Jednalo se o třetí zpoždění za poslední dva roky, které zahrnovalo další prodražení o 5 miliard juanů. Odhadovalo se, že investiční náklady elektrárny vzrostou na 22 až 23 juanů na watt z původně plánovaných 14 juanů.
Do stavu kritičnosti přešel první blok poprvé dne 6. června 2018. Dne 29. června 2018 byl první blok přifázován k síti. Do komerčního provozu blok přešel dne 13. prosince 2018. Jednalo se o první spuštění EPR na světě, dříve, než v zemi svého vzniku, ve Francii, kvůli četným zpožděním projektu Flamanville-3. Druhý blok byl připojen k síti 23. června 2019 a do komerčního provozu přešel 7. září 2019.

### Blok 3 a 4
Původně bylo od roku 2010 plánováno vybudovat další dva bloky stejného typu. Jejich výstavba měla začít v roce 2015. V dubnu 2015 byl plán schválen. Společnost China General Nuclear Power Corporation změnila v září 2020 své plány a změnila model reaktoru na Hualong One. Celkový výkon elektrárny tak bude nižší, než se původně předpokládalo, protože Hualong One má hrubý výkon pouze 1200 MW, zatímco EPR-1750 má 1750 MW.

### Bloky 5 a 6
Již v roce 2009 se plánovalo postavit pátý a šestý blok. Neexistují však žádné dohody o budoucí výstavbě bloků ani prohlášení o záměru, které by stavbu zařízení zpochybnilo.

## Informace o reaktorech
| Reaktor     | Typ reaktoru | Výkon   | Výkon   | Zahájení výstavby | Připojení k síti | Uvedení do provozu | Uzavření |
| Reaktor     | Typ reaktoru | Čistý   | Hrubý   | Zahájení výstavby | Připojení k síti | Uvedení do provozu | Uzavření |
| ----------- | ------------ | ------- | ------- | ----------------- | ---------------- | ------------------ | -------- |
| Tchaj-šan-1 | EPR-1750     | 1660 MW | 1750 MW | 28. 9. 2009       | 29. 6. 2018      | 13. 12. 2018       |          |
| Tchaj-šan-2 | EPR-1750     | 1660 MW | 1750 MW | 15. 4. 2010       | 23. 6. 2019      | 7. 9. 2019         |          |
| Tchaj-šan-3 | Hualong One  |         |         |                   |                  |                    |          |
| Tchaj-šan-4 | Hualong One  |         |         |                   |                  |                    |          |